# NBA Summer League 2006
Navigation
2005 2007
La NBA Summer League 2006 était une ligue de basket-ball professionnelle dirigée par la NBA juste après la draft de la NBA 2006. Elle s'est déroulée à Orlando, en Floride, du 10 au 14 juillet, à Salt Lake City, dans l'Utah, du 14 au 21 juillet et à Las Vegas, au Nevada, du 6 au 14 juillet 2006.

## Orlando Pro Summer League

### Équipes
- Bobcats de Charlotte
- Bulls de Chicago
- Pacers de l'Indiana
- Heat de Miami
- Nets du New Jersey
- Magic d'Orlando

### Matchs

#### 10 juillet
Charlotte bat Miami, 83-65
New Jersey bat Orlando, 86-82
Chicago bat Indiana, 93-88

#### 11 juillet
Miami bat New Jersey, 91-85
Charlotte bat Chicago, 88-87
Orlando bat Indiana, 80-79 

#### 12 juillet
Indiana bat New Jersey, 89-62
Charlotte bat Orlando, 103-87
Miami bat Chicago, 92-88

#### 13 juillet
Orlando bat Chicago, 93-87
Indiana bat Miami, 89-81
New Jersey bat Charlotte, 94-87

#### 14 juillet
Indiana bat Charlotte, 106-93
Chicago bat New Jersey, 92-77
Orlando bat Miami, 85-70

### Classement
| # | Équipe               | Victoires | Défaites | PCT   |
| - | -------------------- | --------- | -------- | ----- |
| 1 | Bobcats de Charlotte | 3         | 2        | 60,0% |
| 2 | Pacers de l'Indiana  | 3         | 2        | 60,0% |
| 3 | Magic d'Orlando      | 3         | 2        | 60,0% |
| 4 | Bulls de Chicago     | 2         | 3        | 40,0% |
| 5 | Heat de Miami        | 2         | 3        | 40,0% |
| 6 | Nets du New Jersey   | 2         | 3        | 40,0% |

## Salt Lake City Summer League

### Équipes
- Hawks d'Atlanta
- Mavericks de Dallas
- 76ers de Philadelphie
- Spurs de San Antonio
- SuperSonics de Seattle
- Jazz de l'Utah

### Matchs

#### 14 juillet
Philadelphie bat Seattle, 88-74
Utah bat Atlanta, 98-76
San Antonio bat Dallas, 79-71

#### 15 juillet
San Antonio bat Seattle, 73-70
Philadelphie bat Utah, 81-74
Dallas bat Atlanta, 94-93

#### 17 juillet
Atlanta bat San Antonio, 84-74
Philadelphie bat Dallas, 90-59
Seattle bat Utah, 76-75

#### 18 juillet
Atlanta bat Utah, 88-85
Philadelphie bat San Antonio, 87-61
Utah bat Dallas, 76-75

#### 20 juillet
Seattle bat Philadelphie, 88-86
Utah bat Atlanta, 77-56
Dallas bat San Antonio, 90-81

#### 21 juillet
Dallas bat Seattle, 91-87
Atlanta bat Philadelphie, 82-81
San Antonio bat Utah, 86-79

### Classement
| # | Équipe                 | Victoires | Défaites | PCT   |
| - | ---------------------- | --------- | -------- | ----- |
| 1 | 76ers de Philadelphie  | 4         | 2        | 66,7% |
| 2 | Hawks d'Atlanta        | 3         | 3        | 50,0% |
| 3 | Mavericks de Dallas    | 3         | 3        | 50,0% |
| 4 | Spurs de San Antonio   | 3         | 3        | 50,0% |
| 5 | Jazz de l'Utah         | 3         | 3        | 50,0% |
| 6 | SuperSonics de Seattle | 2         | 4        | 33,3% |

## Las Vegas NBA Summer League

### Équipes
- Celtics de Boston
- Cavaliers de Cleveland
- Mavericks de Dallas
- Nuggets de Denver
- Pistons de Détroit
- Warriors de Golden State
- Rockets de Houston
- Clippers de Los Angeles
- Timberwolves du Minnesota
- Hornets de La Nouvelle-Orléans
- Knicks de New York
- Suns de Phoenix
- Trail Blazers de Portland
- Kings de Sacramento
- Raptors de Toronto
- Wizards de Washington

### Matchs

#### 6 juillet
Houston bat Portland, 88-82
Sacramento bat Minnesota, 90-83
Denver bat Dallas, 113-85
Toronto bat Washington, 93-85

#### 7 juillet
New York bat Cleveland, 95-71
Minnesota bat Phoenix, 91-83
Sacramento bat New Orleans, 91-72
Houston bat Denver, 93-90
Portland bat Golden State, 87-70

#### 8 juillet
Boston bat Dallas, 91-85
Golden State bat Los Angeles, 92-85
Phoenix bat New York, 89-70
Détroit bat Washington, 80-67
Houston bat Cleveland, 73-58

#### 9 juillet
Portland bat Minnesota, 78-65
Sacramento bat Toronto, 86-79
Los Angeles bat Boston, 78-62
Denver bat New Orleans, 99-80

#### 10 juillet
Cleveland bat Golden State, 91-66
Portland bat Washington, 72-68
New York bat Sacramento, 79-78
Houston bat Dallas, 71-70
Détroit bat Phoenix, 90-87

#### 11 juillet
Houston bat Los Angeles, 58-54
New Orleans bat Washington, 70-58
Denver bat Golden State, 104-88
New York bat Détroit, 91-68
Boston bat Toronto, 111-62

#### 12 juillet
Cleveland bat New Orleans, 78-70
Denver bat Boston, 112-108
Phoenix bat Portland, 91-82
Sacramento bat Dallas, 96-73

#### 13 juillet
New York bat Washington, 75-67
Los Angeles bat Détroit, 89-73
Minnesota bat Dallas, 86-76
Golden State bat Toronto, 77-75

#### 14 juillet
Boston bat Détroit, 88-85
Minnesota bat New Orleans, 73-65
Cleveland bat Toronto, 70-65
Phoenix bat Los Angeles, 96-81

### Classement final
| #  | Équipe                         | Victoires | Défaites | PCT   |
| -- | ------------------------------ | --------- | -------- | ----- |
| 1  | Rockets de Houston             | 5         | 0        | 100%  |
| 2  | Nuggets de Denver              | 4         | 1        | 80,0% |
| 3  | Knicks de New York             | 4         | 1        | 80,0% |
| 4  | Kings de Sacramento            | 4         | 1        | 80,0% |
| 5  | Celtics de Boston              | 3         | 2        | 60,0% |
| 6  | Cavaliers de Cleveland         | 3         | 2        | 60,0% |
| 7  | Timberwolves du Minnesota      | 3         | 2        | 60,0% |
| 8  | Suns de Phoenix                | 3         | 2        | 60,0% |
| 9  | Trail Blazers de Portland      | 2         | 3        | 40,0% |
| 10 | Pistons de Détroit             | 2         | 3        | 40,0% |
| 11 | Warriors de Golden State       | 2         | 3        | 40,0% |
| 12 | Clippers de Los Angeles        | 2         | 3        | 40,0% |
| 13 | Hornets de La Nouvelle-Orléans | 1         | 4        | 20,0% |
| 14 | Raptors de Toronto             | 1         | 4        | 20,0% |
| 15 | Mavericks de Dallas            | 0         | 5        | 0%    |
| 16 | Wizards de Washington          | 0         | 5        | 0%    |

MVP du tournoi : Randy Foye, Timberwolves du Minnesota